# Лі Пірсон (тенісист)
Лі Пірсон (англ. Lee Pearson; нар. 6 вересня 1976) — колишній австралійський тенісист.
Найвищу одиночну позицію світового рейтингу — 341 місце досяг 29 травня 2000, парну — 123 місце — 15 жовтня 2001 року.

## Титули на челленджерах

### Парний розряд: (4)
| Ранг | Рік  | Турнір             | Покриття | Партнер      | Суперники                    | Рахунок          |
| ---- | ---- | ------------------ | -------- | ------------ | ---------------------------- | ---------------- |
| 1.   | 2000 | Монтобан, Франція  | Ґрунт    | Грант Сілкок | Тім Крічтон Ешлі Фішер       | 6–1, 6–4         |
| 2.   | 2001 | Перт, Австралія    | Тверде   | Стівен Гасс  | Джордан Керр Грант Сілкок    | 6–3, 4–6, 7–6(1) |
| 3.   | 2001 | Таллахассі, США    | Тверде   | Меттью Брін  | Брендон Гоук Роберт Кендрік  | 6–4, 6–2         |
| 4.   | 2001 | Тампере, Фінляндія | Ґрунт    | Стівен Гасс  | Туомас Кетола Яркко Ніємінен | 7–5, 6–7(5), 6–4 |